# Nabutiw
Nabutiw (ukr. Набутів) – wieś na Ukrainie, w obwodzie czerkaskim, w rejonie czerkaskim, nad Rosią, siedziba hromady Nabutiw. W 2001 roku liczyła 875 mieszkańców.